# 山形県立鶴岡南高等学校山添校
山形県立鶴岡南高等学校山添校（やまがたけんりつ つるおかみなみこうとうがっこうやまぞえこう）は、山形県鶴岡市上山添字文栄にあった県立高等学校。

## 設置学科
- 普通科
  - 健康福祉群
  - 教養発展群

## 沿革
- 1948年 - 山形県立鶴岡第一高等学校山添分校設置、同年12月山形県立山添高等学校設立
- 1949年 - 開校。定時制普通科、農業科、家庭科設置
- 1956年 - 全日制普通科設置
- 1962年 - 定時制家庭科廃止、全日制家庭科設置
- 1974年 - 全日制家庭科廃止
- 1976年 - 定時制の落合分校廃止
- 2003年 - 普通科に「健康福祉群」「芸術探究群」「教養発展群」の3つのコースを新設
- 2005年 - 2学期制導入
- 2014年 - 鶴岡南高校の分校となった。
- 2020年 - 募集停止[1]
- 2022年 - 閉校[1]

## 部活動
- 総合運動
- 総合文化

## エピソード
- 丙午の世代が入学する学年の際には募集学級が1つ減った。
- 一級河川赤川の清掃を長年行なっていて、国土交通省東北地方整備局長表彰を受けている。
- 本校独自のベーシックという科目がある。